# Mont Blanc (grupa górska)
Mont Blanc – grupa górska w Masywie Mont Blanc. Znajduje się na terytorium Francji (departament Górna Sabaudia) i Włoch (region Dolina Aosty). Na północny zachód od grupy znajduje się francuska dolina Vallée de Chamonix, a na południowy wschód włoska dolina Val Veny.
W grani głównej, będącej granicą francusko-włoską, grupa ciągnie się od przełęczy Col du Géant (3360 m) na wschodzie (za przełęczą zaczyna się grupa Jorasses w Masywie Mont Blanc) do przełęczy Col de Miage (3356 m) na południu, za którą zaczyna się grupa Trélatête.

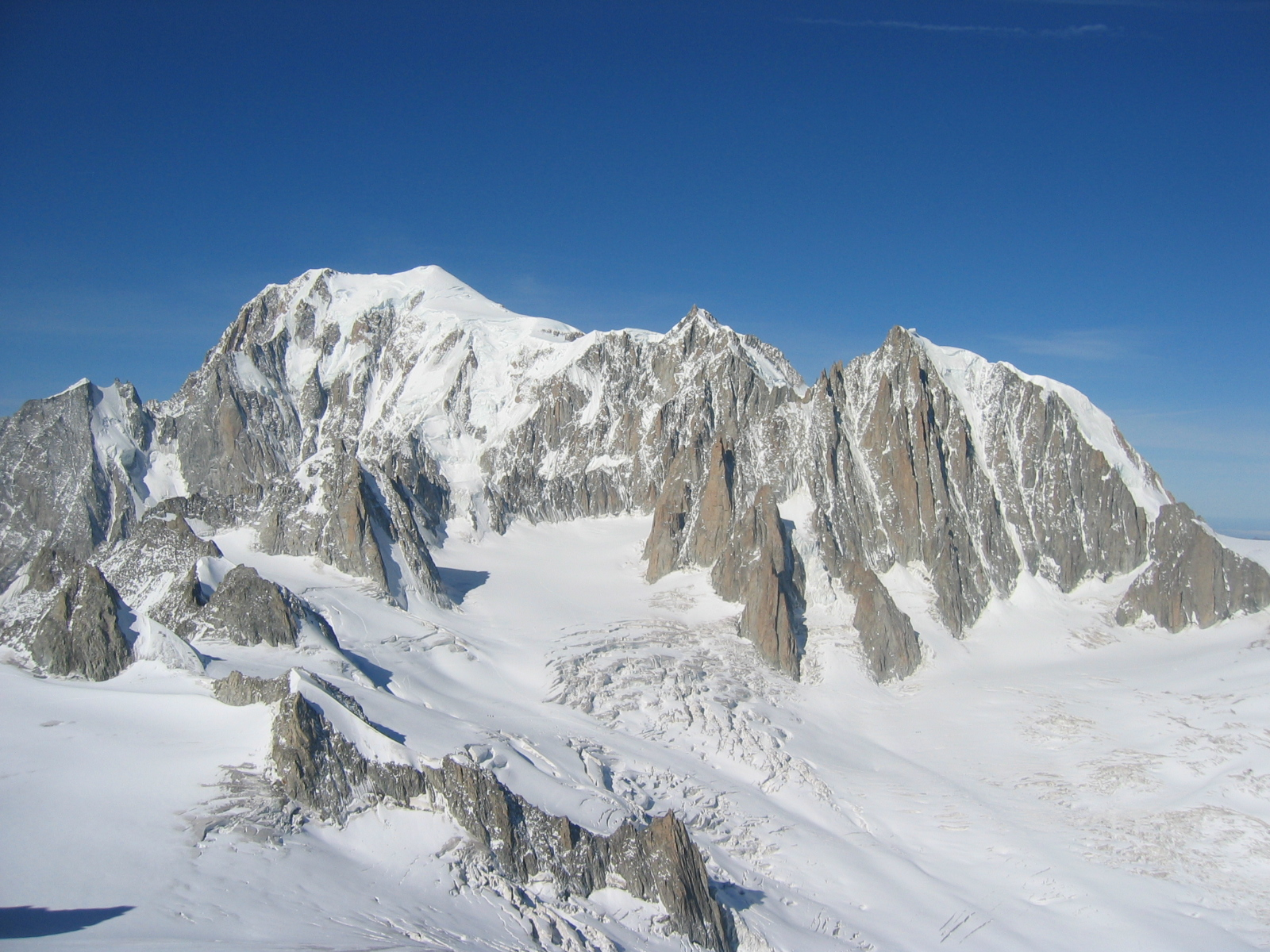
Mont Blanc, Mont Maudit i Mont Blanc du Tacul

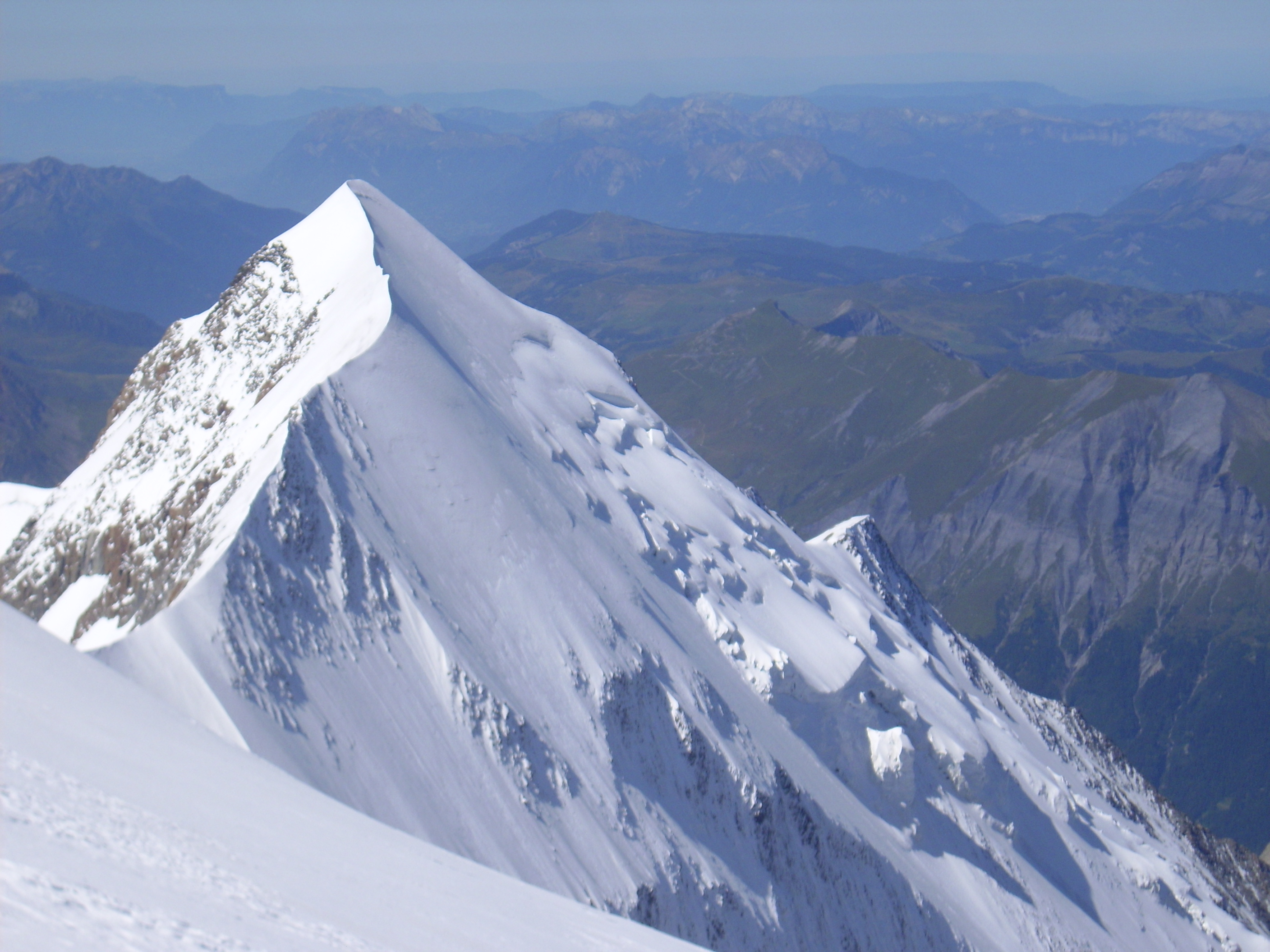
Aiguille de Bionnassay. Widok z okolic Dôme du Goûter

Licząc od wschodu w grani głównej znajdują się m.in. szczyty: Pointe Helbronner (3462 m), Le Grand Flambeau (3569 m), Aiguille de Toula (3528 m), Aiguille d'Entrèves (3604 m), La Tour Ronde (3792 m), Mont Maudit (4465 m), Mont Blanc (4809 m), Rocher de la Tournette (4677 m), Petite Bosse (4547 m), Grande Bosse (4513 m), Dôme du Goûter (4303 m), Piton des Italiens (4002 m) i Aiguille de Bionnassay (4052 m).
Od szczytu Le Grand Flambeau odchodzi na północ niewielka grań ze szczytem Petit Flambeau (3440 m).
Od szczytu La Tour Ronde odchodzi na południowy wschód boczna grań ze szczytami Aiguille de la Brenva (3269 m) i Tètè de la Brenva (3504 m).

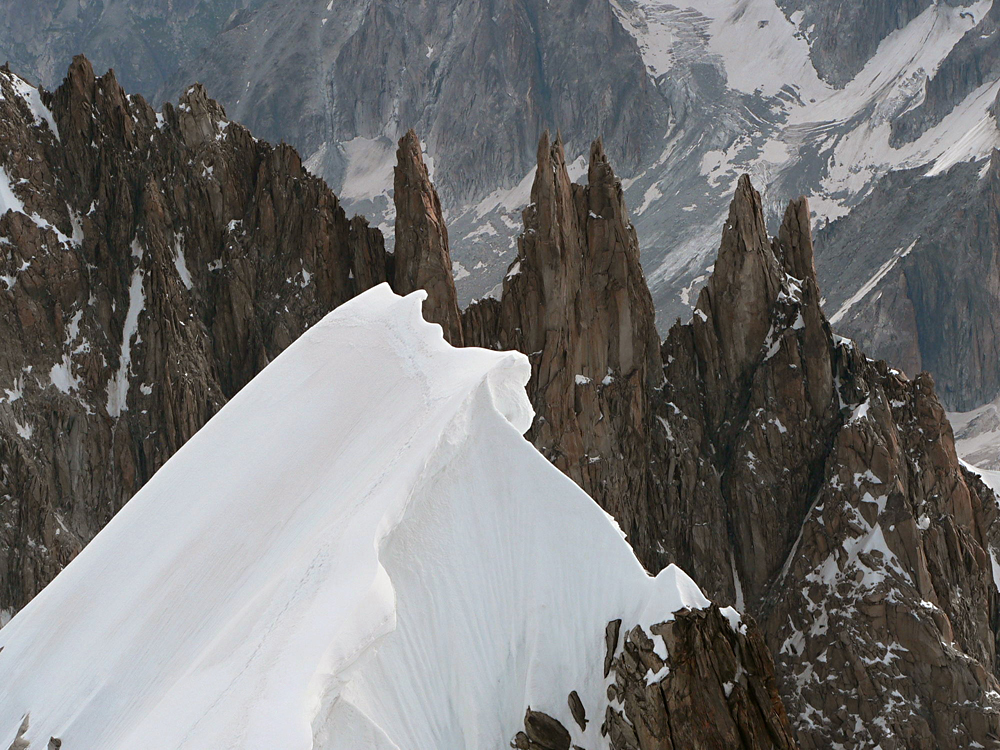
Aiguilles du Diable

Od północno-wschodniego ramienia Mont Maudit (l'Epaule - 4336 m) odchodzi na północny wschód duża grań ze szczytami Mont Blanc du Tacul (4248 m), Aiguilles du Diable (5 skalnych turni we wschodniej grani Mont Blanc du Tacul - 4114 m), Triangle du Tacul (3970 m), Pointe Lachenal (3613 m), Le Clocher (3853 m), Le Grand Capucin (3838 m), Le Petit Capucin (3693 m) i Le Trident (3639 m). Na północ od Triangle du Tacul znajduje się przełęcz Col du Midi (3532 m) za którą zaczyna się grupa Aiquilles de Chamonix.
Od szczytu Mont Maudit odchodzi na północ niewielka grań ze szczytami Pointe Mieulet (4287 m), Pointe Durier (3997 m) i Aiguille de Saussure (3839 m).
Od szczytu Mont Blanc odchodzi na południe krótka (0,5 km) grań zakończona szczytem Mont Blanc de Courmayeur (4738 m). Stąd odchodzą na południe trzy granie:
- Peuterey m.in. ze szczytami Grand Pilier d'Angle (4234 m), Aiguille Blanche de Peuterey (4112 m), Punta Gugliermina (3893 m) i Aiguille Noire de Peuterey (3772 m),
- Innominata m.in. ze szczytami Pic Eccles (4041 m), Punta Innominata (3729 m) i Aiguille Croux (3256 m),
- Brouillard m.in. ze szczytami Pointe Louis de Amèdèè (4460 m), Mont Brouillard (4069 m), Pointe Baretti (4013 m),  Aiguille Brouillard (3353 m) i Aiguilles Rouges de Brouillard (3369 m)[1].

Od szczytu Dôme du Goûter odchodzą dwie boczne granie. Na północny zachód grań ze szczytem Aiguille du Goûter (3863 m), a na północny wschód grań m.in. ze szczytami Pointe Bayeux (4258 m), Pointe Bravais (4057 m) i Pic Wilson (3266 m).
Od Piton des Italiens odchodzi na południe boczna grań m.in. ze szczytem Aiguille Grisses (3837 m).
Od Aiguille de Bionnassay odchodzi na zachód boczna grań m.in. ze szczytem Aiguille de Tricot (3665 m).
Na północnych zboczach grupy Mont Blanc znajdują się m.in. lodowce: Glacier du Géant, La Vallèe Blanche, Glacier des Bossons i Glacier de Bionnassay, a na południowych Ghiaccialo della Brenva, Ghiaccialo del Freney, Ghiaccialo del Brouillard, Ghiaccialo del Monte Bianco, Ghiaccialo del Dôme i Ghiaccialo del Bionnassay.
Na szczycie Pointe Helbronner znajduje się górna stacja kolejki linowej z Courmayeur. Stąd kursuje (po remoncie ma być czynna od wiosny 2019 roku) kolejka gondolowa na szczyt Aiguille du Midi, gdzie znajduje się górna stacja kolejki linowej z Chamonix-Mont-Blanc.